# Kiss of the Dragon
Kiss of the Dragon è un film del 2001, diretto da Chris Nahon. Il protagonista è interpretato da Jet Li (Li Lianjie).

## Trama
Liu Jiuan è il miglior agente governativo cinese ed esperto di arti marziali, che parte da Shanghai e giunge a Parigi per collaborare ad una delicata operazione antidroga a fianco di un poliziotto di Parigi, Jean-Pierre Richard, il quale si rivela un corrotto.
Difatti quest'ultimo riesce ad incastrare Liu, che è costretto a rifugiarsi in una città che non conosce quasi per nulla. Tuttavia, prima di fuggire, il poliziotto cinese riesce a recuperare una cassetta che dimostra la colpevolezza di Richard. Adesso basterebbe soltanto trovare la persona giusta a cui consegnarla. Fortunatamente, è proprio in questa cittadina che si trova un suo lontano parente cinese che gestisce un ristorante. È lì che Liu può rimanere in tranquillità senza che nessuno sappia dove si trovi. Intanto conosce una prostituta che gli chiede di entrare nel negozio, ma la cosa sembra fermarsi lì, anche perché lui è molto diffidente e non si mostra affatto amichevole. Finalmente riesce a trovare l'occasione per mostrare la sua innocenza, avendo la possibilità di consegnare la cassetta all'uomo giusto, il quale però viene ucciso dai seguaci di Richard.
Liu rimane ferito ad un braccio. Il ragazzo adesso non ha prove in mano, ma una serie di "fortunate" coincidenze gli darà la possibilità di trovare una soluzione. Tornato alla bottega dello zio, incontra una seconda volta Jessica, la prostituta, che insiste nel volergli ricucire la ferita. Tra i due inizia una conversazione e, una volta rottosi il ghiaccio, Jessica confessa a Liu di avere una figlia, la quale le è stata sottratta ed è per questo che adesso si trova in quelle condizioni. Ad un tratto entrano nel negozio alcuni degli sfruttatori di Jessica, capeggiati da Lupo, il quale, dopo aver cercato di picchiarla, viene preso a colpi di Kung Fu dal poliziotto. Inizia una sparatoria con un altro scagnozzo di Richard, che viene eliminato con delle bacchette cinesi dal poliziotto, ma nella quale lo zio di Liu viene ferito a morte.
Jessica scopre che il suo protettore ed il poliziotto corrotto di cui parla Liu sono la stessa persona, pertanto i due si mettono d'accordo per farsi un favore a vicenda: Jessica dovrà prendere tutti i nastri dall'ufficio di Richard, mentre Liu dovrà prendere la figlia di Jessica dall'orfanotrofio e riportarla dalla madre. Lei riesce nella sua missione, ma nell'orfanotrofio i due falliscono e Jessica rimane ferita. Liu la porta in ospedale e dopo averla fatta operare si dirige alla sede della polizia in cui si trova Richard, che tiene in ostaggio la figlia di Jessica. Dopo un lungo combattimento contro due feroci gemelli esperti di arti marziali, scagnozzi di Richard, finalmente Liu giunge davanti al suo peggior nemico, che minaccia di uccidere la piccola con un colpo di pistola. Richard tenta di sparare al cinese, ma quest'ultimo schiva il colpo ed infila un ago in un punto preciso della nuca del suo nemico, immobilizzandolo. È da qui che il film prende il titolo, infatti Liu spiega al malvagio poliziotto che questa mossa si chiama proprio "Il bacio del drago", sottolineandone, dopo però aver condotto la bambina fuori dalla stanza, le conseguenze. Richard, lasciato solo e completamente impossibilitato a muoversi, fa la fine descrittagli dal cinese.
Liu torna da Jessica, in ospedale, la sveglia e, alla domanda sconsolata di lei che chiede dove si trovi la sua piccola, egli le guida lo sguardo sino a incontrare quello della piccola assorta in un profondo sonno, a pochi metri da lei.